# Arbetsmarknadsmässa
En arbetsmarknadsmässa eller arbetsmarknadsdag är en mässa med syfte att skapa en kontaktyta mellan arbetsgivare och arbetstagare, oftast studenter.
De flesta arbetsmarknadsmässor varar i en eller två dagar och är årligt återkommande. Det vanligaste är att mässorna arrangeras av lokala studentorganisationer, även om det förekommer att lärosäten eller företag arrangerar.
Till typiska aktiviteter som kan förekomma under en arbetsmarknadsmässa hör:
- Mässbord från utställare
- Företagspresentationer
- Arbetsmarknadsföreläsningar
- Avslutande bankett eller pubmingel
- Enskilda samtal med rekryterare